# Emerytka (Sokół)
Emerytka – część wsi Sokół w Polsce położona w województwie mazowieckim, w powiecie garwolińskim, w gminie Sobolew.
W latach 1975–1998 Emerytka administracyjnie należała do województwa siedleckiego.
W okresie międzywojennym tereny te stanowiły własność powieściopisarki Marii Rodziewiczówny, która była mieszkanką Emerytki przez kilka lat.